# Halistra
Halistra (Schots-Gaelisch: Halastra) is een dorp ongeveer 2 kilometer ten noorden van Stein op het eiland Skye in de Schotse lieutenancy Ross and Cromarty in het raadsgebied Highland.